# Braud-et-Saint-Louis
Braud-et-Saint-Louis is een gemeente in het Franse departement Gironde (regio Nouvelle-Aquitaine). De plaats maakt deel uit van het arrondissement Blaye. Braud-et-Saint-Louis telde op 1 januari 2022 1.524 inwoners.

## Geografie
De oppervlakte van Braud-et-Saint-Louis bedroeg op 1 januari 2022 49,24 vierkante kilometer; de bevolkingsdichtheid was toen 31 inwoners per km².

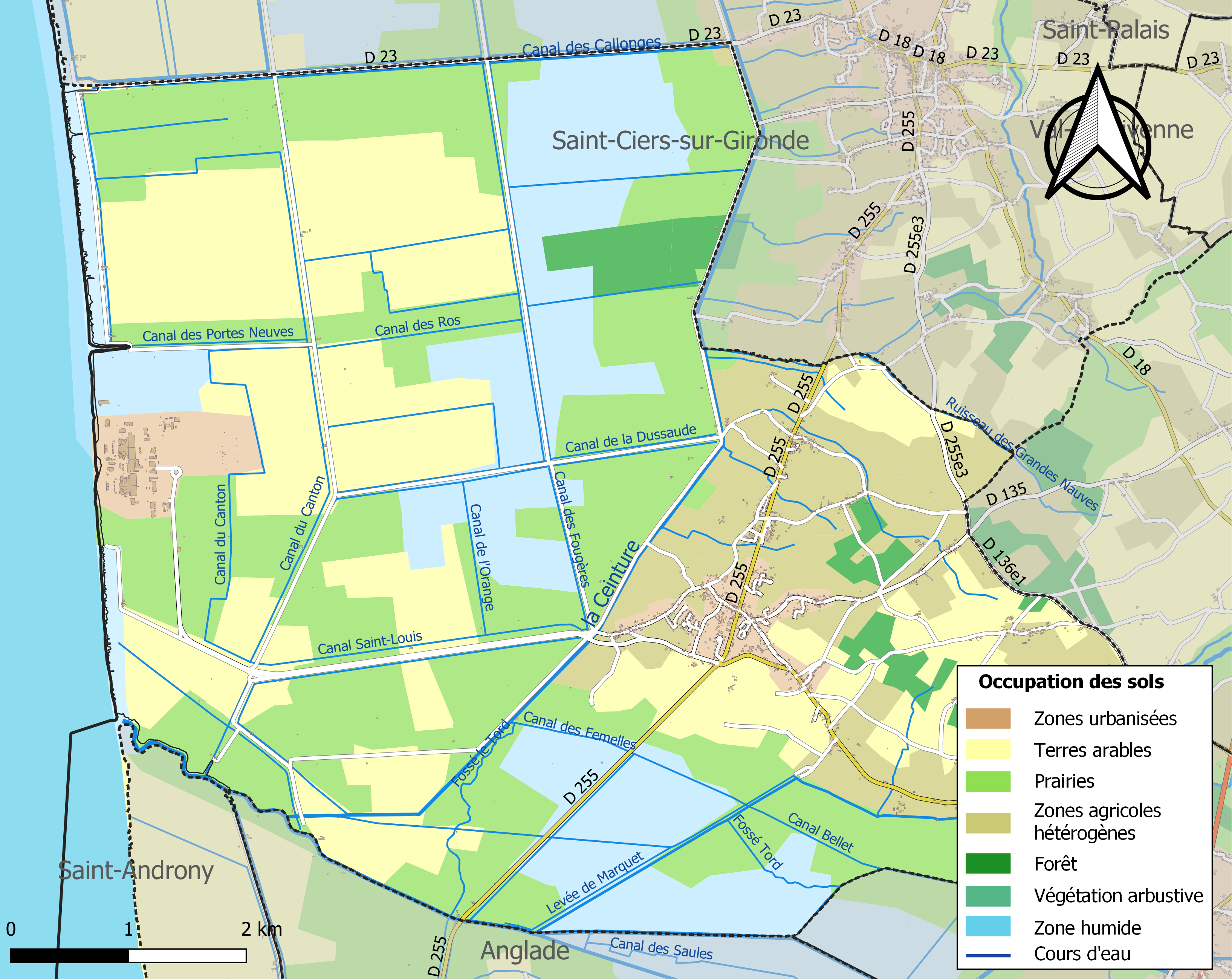
Kaart van de gemeente met belangrijkste infrastructuur, bodemgebruik en omliggende gemeenten

## Demografie
Onderstaande figuur toont het verloop van het inwonertal (bron: INSEE-tellingen).